# 鈴木宏昭
鈴木 宏昭（すずき ひろあき、1958年 - 2023年3月8日）は、日本の認知科学者。特に、思考・学習における創発過程の研究。日本の認知科学研究の第一世代を牽引した。青山学院大学教育人間科学部教育学科教授。博士（教育学）（東京大学）。

## 経歴
1958年、宮城県仙台市生まれ。1974年4月、静岡県立静岡高等学校入学、1977年3月、富山県立富山中部高等学校卒業。1981年、中央大学文学部哲学科教育学専攻心理学専修卒業。東京大学大学院教育学研究科へ進学。佐伯胖の指導を受ける。1988年3月、東京大学大学院教育学研究科学校教育学専攻博士課程単位取得退学。日本学術振興会特別研究員を経て、1989年、東京工業大学大学院総合理工学研究科助手。1993年、青山学院大学文学部専任講師、1996年、同助教授、2002年、同教授。2009年、同大学教育人間科学部教育学科教授。日本認知科学会、人工知能学会、日本心理学会、Cognitive Science Society各会員。日本認知科学会では2013年から2年間、会長を務めた。
2023年3月8日、急性大動脈解離のため死去、64歳没。2023年6月24日、東京大学大学院情報学環・福武ホールの福武ラーニングシアターで追悼シンポジウム「認知科学のこれまでとこれから」が開催された。

## 主な著書

### 単著
- 『私たちはどう学んでいるのか: 創発から見る認知の変化』 筑摩書房 2022.6
- 『認知バイアス　心に潜むふしぎな働き』 講談社 2020.10
- 『類似と思考 改訂版』 筑摩書房 2020.3
- 『教養としての認知科学』 東京大学出版会 2016.1
- 『学びあいが生みだす書く力―大学におけるレポートライティング教育の試み』 丸善プラネット 2009

### 編著
- 『心と社会』 鈴木宏昭 編 東京大学出版会 2022.9
- 『プロジェクション・サイエンス : 心と身体を世界につなぐ第三世代の認知科学』 鈴木宏昭 編著 ; 田中彰吾 [ほか] 著 近代科学社 2020.9
- 『五感を探るオノマトペ : 「ふわふわ」と「もふもふ」の違いは数値化できる』 坂本真樹 著 ; 鈴木宏昭 コーディネーター 共立出版 2019.6
- 『ベクションとは何だ!?』 妹尾武治, 鈴木宏昭 著 共立出版 2017.5